# Deutzia esquirolii
Deutzia esquirolii là một loài thực vật có hoa trong họ Tú cầu. Loài này được (H.Lév.) Rehder mô tả khoa học đầu tiên năm 1933.